# پولیکارپوف آی-۱۶
پولیکارپوف آی-۱۶(به روسی: И-۱۶) یک هواگرد جنگنده ساخت شرکت پولیکارپوف بود. این هواگرد نخستین پروازش را ۳۰ دسامبر سال ۱۹۳۳ انجام داد، ماه مه سال ۱۹۳۴ رسماً معرفی گردید و بین سال‌های ۱۹۳۴ و ۱۹۴۲ تولید شد. در مجموع ۸٬۶۴۴ فروند از این هواگرد تولید گردید.

## تاریخچه عملیاتی

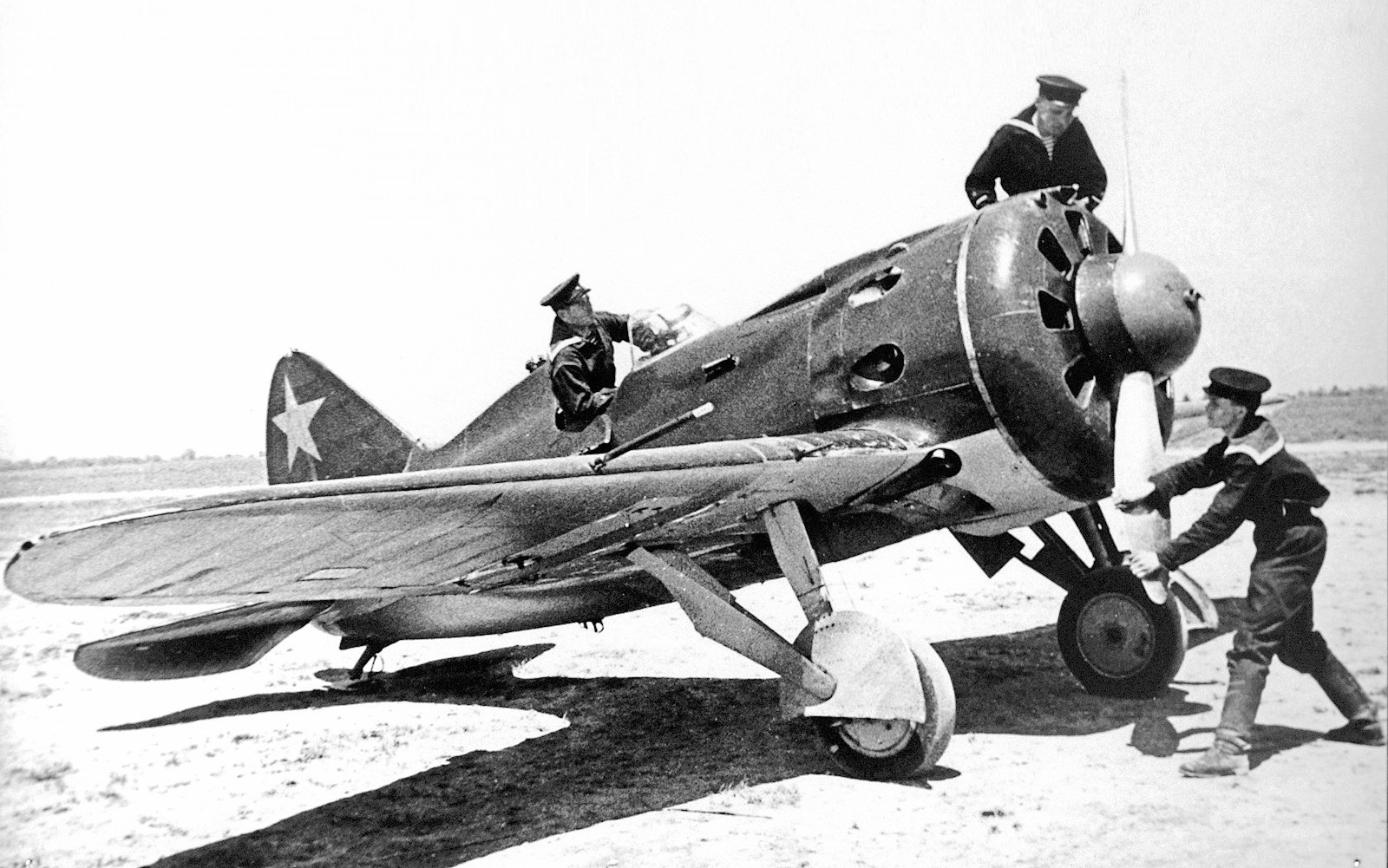
هواگرد جنگنده پولیکارپوف آی-۱۶

هنگام آغاز تهاجم آلمان آی-۱۶ جنگنده اصلی نیروی هوایی شوروی بود. این جنگنده در مقابل مسرشمیت ب‌اف ۱۰۹، جنگنده اصلی آلمان از بسیاری لحاظ در موضع ضعف شدبد قرار داشت. در ارتفاع ۱۰ هزار پایی که بسیاری از مبارزات هوایی در جبهه شرقی جنگ جهانی دوم اتفاق می‌افتاد، قریب به ۱۰۰ کیلومتر بر ساعت از ب‌اف ۱۰۹ آهسته‌تر بود. بر طبق گزارش خلبانان جنگنده‌های آلمانی آی-۱۶ به راحتی با اصابت از بالا و اطراف آتش می‌گرفت. به هر صورت آی-۱۶ دو مزیت بااهمیت بر ب‌اف-۱۰۹ داشت. نخست این که بسیار تحرک‌پذیر بود و می‌توانست یک دور کامل را در ۱۴ تا ۱۵ ثانیه تکمیل کند و دوم این که موتور شعاعی آن با هوا خنک می‌شد؛ درحالیکه موتور خطی خنک‌شونده با مایعات ب‌اف-۱۰۹ و با برخورد چند گلوله به رادیاتورش مجبور به فرود می‌گردید. به همین جهت به اذعان آرکادی کواچویچ، خلبان جنگنده شوروی، خلبانان آی-۱۶ ترجیح می‌دادند به شکل رو در رو با ب‌اف-۱۰۹ وارد رزم شوند.